# ジェネシス・GV60
GV60（ジーヴイ・シックスティー）は韓国の自動車メーカー現代自動車の高級車部門・ジェネシスが販売する小型電動SUV（EV）である。

## 概要
ジェネシスブランドで唯一のEV専用車種であり、かつ、ブランド内最小の車種でもある。他の同ブランドSUV同様に車名のGはGenesis、VはVersatility（汎用性）を意味する。
ヒョンデ・アイオニック5やキア・EV6同様、EV専用プラットフォームである「E-GMP」を採用している。

## 歴史

### 初代（JW型、2021年 - ）
2021年8月19日に概要が公開され、9月30日、韓国にて発表。
スタイリングは他ジェネシスの車種同様、2本のラインで構成される「クアッドランプ」と「クレストグリル」を採用し、ジェネシスファミリーの一員であることを強調している。但し、EVゆえにラジエーターグリルが不要のため、クレストグリルはバンパー中央部で形成されている（グリルは高電圧バッテリーの冷却効率を高めることが目的である）。
アウタードアハンドルは2代目G90やネクソ（ネッソ）同様の自動格納式、サイドミラーはレクサス・ESにも例があるデジタル式を採用している。インテリアに設置されたメーターはフルデジタル式で、シフトセレクターはダイアル式を採用。シフトセレクターは「クリスタルスフィア」と呼ばれ、停止中はアンビエントランプとして機能し、始動時に回転して現れる仕組みとなっている。
Bピラーに内蔵された小型の近赤外線カメラにより、ドライバーの顔を認識してドアを施錠/開錠し、車内に乗り込むとドライバーごとに設定されたシートやステアリング・ホイール位置に自動であわせる「フェイスコネクト」をジェネシスブランド車で初採用。
所定の位置に指をかざすと起動出来る「指紋認証システム」も採用することで、キーを携帯することなく乗車が可能となる。
ベースとなったアイオニック5同様、EV専用のRRプラットフォーム「E-GMP（Electric-Global Modular Platform）」を採用し、AWDも用意される。パワーユニットであるモーターは2WDの場合、168kWの最高出力と350Nmの最大トルクを誇り、満充電時の航続可能距離は451kmを可能とする。モーターは2WDモデルが1基、AWDモデルが2基を搭載し、後者は2WDとAWDを自由に切り替えられる「ディスコネクターアクチュエータシステム（DAS）」を採用。バッテリー容量はいずも77.4kWhを誇る。